# ILI (logički sklop)
Logički sklop ILI (engl.: OR gate) obavlja logičku operaciju ILI (rastavljanje, disjunkcija). Sklop može imati 2 ili više ulaza. Na izlazu daje stanje 1 ako je na bilo kojem ulazu stanje 1. Na izlazu je 0 samo onda kada su svi ulazi u stanju 0. Sklop ovakvih svojstava također je moguće izvesti spojem otpornika i dioda.

## Simboli
|                                    |            |            |
| simbol prema američkim standardima | simbol IEC | simbol DIN |

## Algebarski izraz
Logički sklop ILI s ulazima A i B te izlazom Q daje sljedeći algebarski izraz: Q =A + B.

## Tablica stanja
| A | ILI               | B | Q ({\displaystyle {\text{A}}+{\text{B}}}) |
| - | ----------------- | - | ----------------------------------------- |
| 0 | {\displaystyle +} | 0 | 0                                         |
| 0 | {\displaystyle +} | 1 | 1                                         |
| 1 | {\displaystyle +} | 0 | 1                                         |
| 1 | {\displaystyle +} | 1 | 1                                         |